# Robert de Montesquiou
Robert de Montesquiou (Marie Joseph Robert Anatole), conde de Montesquiou-Fézensac (París, Francia, 7 de marzo de 1855 - Menton, Francia, 11 de diciembre de 1921) fue un aristócrata poeta perteneciente al movimiento simbolista francés, así como mecenas del arte y afamado dandi.

## Biografía

### Infancia
Nacido en París, en 1855, cuarto y último hijo del conde Thierry de Montesquiou-Fézensac (1824-1904) y su esposa, Pauline Duraux. 
Por línea paterna desciende de un ilustre linaje originario de Gascuña que cuenta entre sus antepasados con Blaise de Montluc y Charles de Batz-Castelmore, conde de Artagnan.

### Vida sentimental

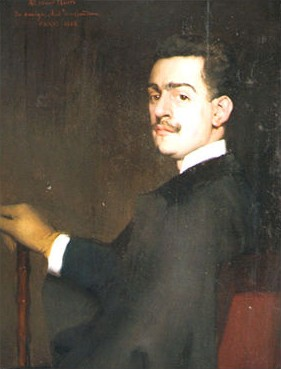
Gabriel de Yturri, el gran amor de Montesquiou, retratado por Antonio de la Gándara.

En 1885, Montesquiou conoció a Gabriel de Yturri (1864-1905), nacido en Argentina, que se convirtió en su secretario, amigo y amante, durante veinte años. Aunque Montesquiou siempre llevó su homosexualidad con discreción, evitando dar el menor escándalo como se esperaba en la época de un hombre de su posición, siempre se rodeó de un círculo de amigos también homosexuales. Tras la muerte de Gabriel como consecuencia de la diabetes, en 1908 pasó a ser su secretario Henri Pinard, al cual Montesquiou legó los pocos bienes que le quedaron a su muerte, entre ellos su última residencia, el famoso Palais Rose du Vésinet, situado en Le Vésinet (Yvelines).

### Figura literaria
En vida tuvo un gran número de detractores y enemigos y se le denigró violentamente. Forain le llamaba malévolamente  “Grotesquié”  y Pierre Louÿs le dedicó un ácido poema, “Le comte R… de M…” ("El conde R… de M…"). Se batió en duelo con Henri de Régnier, resultando levemente herido en una mano. Incluso tras la muerte de su ser más querido circuló la siguiente broma cruel: "Mort Yturri, te salue, tante" ("Muerto Yturri, te saludo, loca") que en francés suena casi idéntico a la frase atribuida a los gladiadores romanos "Morituri te salutant" ("Los que van a morir te saludan").
Sin embargo fue más frecuentemente admirado y considerado. Siempre estuvo rodeado de amigos fieles de la élite intelectual de la época, de la talla de Marcel Proust o el pianista Léon Delafosse; así como de su prima, Élisabeth de Riquet de Caraman, condesa Greffuhle, Herminie de La Brousse de Verteillac, princesa de Léon, Judith Gautier, Gustave Moreau, James Abbott McNeill Whistler, Antonio de la Gándara, Sarah Bernhardt, Ida Rubinstein, Giovanni Boldini y Georges Hoentschel. También fue muy amigo del poeta italiano Gabriele d'Annunzio al que conoció durante una estancia de este en Arcachón.
La fascinación o el antagonismo que ejerció su personalidad entre sus contemporáneos hizo que se inspiraran en él para varios personajes de novela como: Des Esseintes en  A contrapelo  (1884) de Huysmans, el conde de Muzaret en Monsieur de Phocas (1901) de Jean Lorrain y, sobre todo, el barón de Charlus de En busca del tiempo perdido de Marcel Proust. También fue retratado por destacados pintores de la época como Giovanni Boldini, James Abbott McNeill Whistler y Antonio de la Gándara. 
Robert de Montesquiou también se dedicó a sostener a las vanguardias artísticas de su tiempo, apoyadas en figuras como Stéphane Mallarmé y Paul Verlaine en poesía, Claude Debussy o Gabriel Fauré en música, o Paul César Helleu en pintura.

### Fallecimiento y entierro
Robert falleció en la ciudad de Menton en 1921, y fue enterrado junto con Gabriel en el cementerio de Gonards en Versalles. Sobre su tumba, sin nombre, yace una estatua que representa al Ángel del Silencio con el dedo índice de la mano derecha sobre los labios y las cuencas de los ojos vacías, y que provenía del castillo de Vitry-sur-Seine, propiedad de los Montesquiou.

## Obra
Montesquiou publicó libros de versos, novelas, tres volúmenes de memorias, y numerosos trabajos de crítica. Su poesía, que es la parte más importante de su obra, es generalmente considerada en la actualidad alambicada y afectada, y al menos de calidad dispar. En contraposición a los críticos de Montesquiou, según Marcel Proust, fue “el profesor de belleza” de una generación entera.

### Poesía

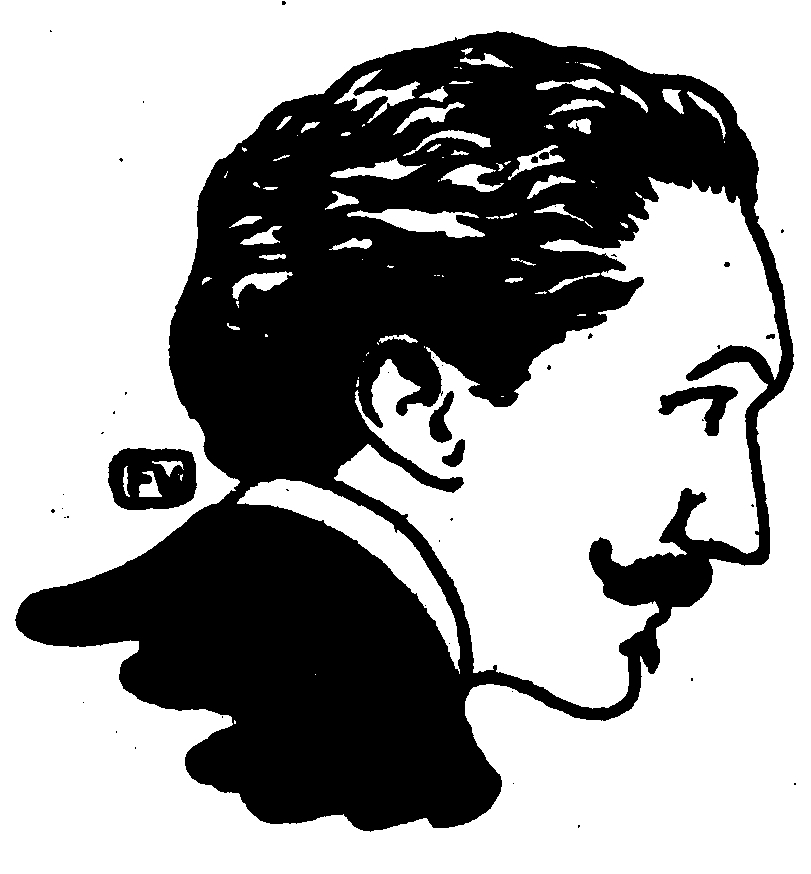
Robert de Montesquiou por Felix Valloton para el Libro de las máscaras de Remy de Gourmont (1898).

- Les Chauves-Souris, Clairs obscurs (Richard, 1892)
- Le Chef des odeurs suaves, Floréal extrait (Richard, 1893; 1894)
- Le Parcours du rêve au souvenir (Charpentier et Fasquelle, 1895)
- Les Hortensias bleus (Charpentier et Fasquelle, 1896)
- Les Perles rouges : 93 sonnets historiques (Charpentier et Fasquelle, 1899)
- Les Paons (Charpentier et Fasquelle, 1901)
- Prières de tous : Huit dizaines d'un chapelet rythmique (Maison du Livre, 1902)
- Calendrier Robert de Montesquiou pour 1903
- Calendrier Robert de Montesquiou 1904
- Passiflora (L'Abbaye, 1907)
- Les Paroles diaprées, cent dédicaces (Richard, 1910)
- 'Les Paroles diaprées, nouvelle série de dédicaces (Richard, 1912)
- Les Offrandes blessées: elégies guerrières (Sansot, 1915)
- Nouvelles Offrandes blessées (Maison du Livre, 1915)
- Offrande coloniale (1915)
- Sabliers et lacrymatoires: elégies guerrières et humaines (Sansot, 1917)
- Un moment du pleur éternel : offrandes innommées (Sansot, 1919)
- Les Quarante bergères : Portraits satiriques... (Librairie de France, 1925)

### Ensayos
- Felicité : étude sur la poësie de Marceline Desbordes-Valmore, suivie d'un essai de classification de ses motifs d'inspiration (Lemerre, 1894)
- Roseaux pensants (Charpentier et Fasquelle, 1897)
- Apollon aux lanternes (Albert Lanier, 1898)
- Autels privilégiés (Charpentier et Fasquelle, 1898)
- Alice et Aline, une peinture de Théodore Chassériau (Charpentier et Fasquelle, 1898)
- Musée rétrospectif de la classe 90 (parfumerie (matières premières, matériel, procédés et produits): a l'Exposition universelle internationale de 1900, a Paris), (Belin Frères, 1900)
- Alfred Stevens (extrait de la Gazette des Beaux-Arts, 1900)
- Pays de aromates (Floury, 1900)
- L'Inextricable graveur : Rodolphe Bresdin (Richard, 1904)
- Professionnelles beautés (Juven, 1905)
- Altesses sérénissimes (Juven, 1907)
- Assemblée de notables (Juven, 1908)
- Saints d'Israël (Maison du livre, 1910)
- Brelan de dames : essai d'après trois femmes auteurs (Fontemoing et Cie, 1912)
- Têtes d'expression (Emile-Paul Frères, 1912)
- Paul Helleu, peintre et graveur (Floury, 1913)
- Têtes Couronnées (Sansot, 1916)
- Majeurs et mineurs (Sansot, 1917)
- Diptyque de Flandre, Triptyque de France (Sansot, 1921)
- Les Délices de Capharnaüm (Émile-Paul Frères, 1921)
- Elus et Appelés (Émile-Paul Frères, 1921)
- Le Mort remontant (Émile-Paul Frères, 1922)

### Novelas
- La petite demoiselle (Albin-Michel, 1911)
- La trépidation (Emile-Paul Frères, 1922)

### Biografías
- Le Chancelier des fleurs : douze stations d'amitié (Maison du livre, 1907)
- La Divine Comtesse : Étude d'après Madame de Castiglione (La Castiglione) (Goupil, 1913)
- L'Agonie de Paul Verlaine, 1890 -1896 (M. Escoffier, 1923)

### Teatro
- Mikhaïl, Mystère en quatre scènes, en verses (d'après Tolstói) (1901)

### Memorias
- Wikisource contiene obras originales de o sobre Robert de Montesquiou.
- Les Pas effacés, 3 vol. (Émile-Paul Frères, 1923)